# هاريسون ماثيو سيمز
هاريسون ماثيو سيمز (بالإنجليزية: Harrison Matthew Symmes) (11 نوفمبر 1921 – 8 مايو 2010) كان دبلوماسيًا أمريكيًا محترفًا شغل منصب سفير الولايات المتحدة في الأردن من عام 1967 إلى عام 1970. وعندما تقاعد من الخدمة الخارجية للولايات المتحدة عام 1974، أصبح رئيسًا لـكلية ويندهام، تلاه منصب المدير المقيم لـماونت فيرنون عام 1977.

## الحياة الشخصية
أكمل سيمز درجة البكالوريوس في الفلسفة في جامعة كارولينا الشمالية في تشابل هيل، وحصل على درجة الماجستير في العلاقات الدولية من جامعة جورج واشنطن عام 1947. ومن عام 1962 حتى عام 1963، كان في مركز الشؤون الدولية بجامعة هارفارد بعد حصوله على زمالة من الجامعة. وكان عضوًا في الجمعية الوطنية الفخرية، وفاي بيتا كابا، وباي جاما مو.
خلال الحرب العالمية الثانية، خدم في الجيش الأمريكي من عام 1942 حتى 1946، وانضم إلى الخدمة الخارجية عام 1947. وتوفي في منزله لأسباب طبيعية.

## الحياة المهنية
أمضى سيمز ما يقارب ثلاثة عقود كمتخصص في اللغة العربية وشؤون المنطقة بوزارة الخارجية الأمريكية، وتدرج ليصبح مدير مكتب شؤون الشرق الأدنى من عام 1963 حتى 1966، ثم مدير شؤون الموظفين قبل تعيينه سفيرًا.
في 17 أبريل 1970، طلب الملك الحسين استدعاء سيمز لأن مساعد وزير الخارجية لشؤون الشرق الأدنى وجنوب آسيا، جوزيف سيسكو، لم يكن ينوي التوقف في الأردن أثناء زيارته للشرق الأوسط، وحمّل الملك سيمز مسؤولية القرار بعدم الذهاب إلى عمان.
بعد أن استولت إسرائيل على الضفة الغربية خلال حرب الأيام الستة، قام أعضاء من الجماعة الفلسطينية المسلحة الفدائيون بـ"مهاجمة" السفارة الأمريكية في عمان كجزء من سلسلة أحداث "سعت للانتقام من تهجيرهم". ونتيجة لذلك، ألغى سيسكو الرحلة التي كان يخطط لها أثناء وجوده في المنطقة، واعتبر الملك حسين ذلك إهانة شخصية.
وبالإضافة إلى عمله في الأردن، خدم سيمز أيضًا في مصر وسوريا والكويت وليبيا.